# Trafic

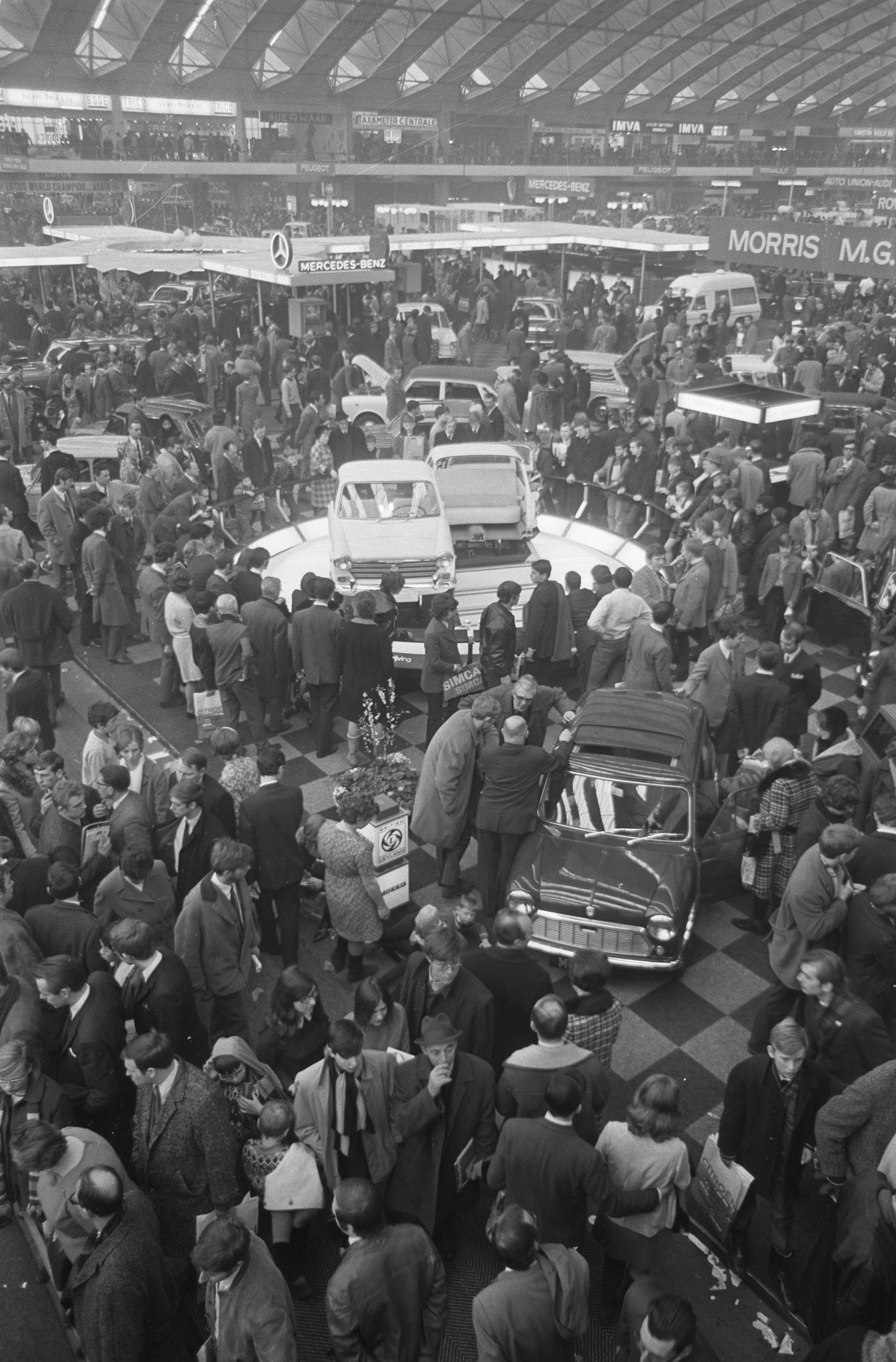
Bilsalongen i Amsterdam i februari 1969; året efter spelades scener in till Trafic på det årets evenemang.

Trafic är en av fransmannen Jacques Tatis senare filmer. Filmen är från 1971 och utspelar sig i en tid då det var populärt att åka på camping.

## Handling
Filmen handlar om en ombyggd Renault 4 Fourgonette (i filmen presenterad som bilen ALTRA), byggd för camping. Den skall transporteras från fabriken i Paris till bilsalongen i Amsterdam, men allt går inte enligt planerna.

## Om filmen
Filmen är en satir över en bilists olika vedermödor, med Tatis förvirrade filmgestalt Monsieur Hulot i huvudrollen som bilfirmans utsände på bilsalongen.
Filmen hade premiär i Frankrike den 16 april 1971 och i Sverige den 20 maj 1971.
Trafic har visats i SVT, bland annat 1979, 1986, 1995 och i juni 2022.

## Rollista
| Jacques Tati          | – Monsieur Hulot     |
| Marcel Fraval         | – lastbilschaufför   |
| Honoré Bostel         | – direktör för ALTRA |
| François Maisongrosse | – François           |
| Tony Knepper          | – mekaniker          |
| Franco Ressel         |                      |
| Mario Zanuelli        |                      |
| Maria Kimberly        | – Maria              |